# サムスン日本研究所
株式会社サムスン日本研究所は、サムスングループの研究機関である。

## 概要
- 1992年（平成4年） - 株式会社アイテックとして設立（東京都板橋区舟渡1丁目9番8号）[2]。
- 1997年（平成9年） - 日本政府の対日投資融和政策、横浜市の企業誘致制度を利用し、横浜市に初の自社ビルを構える。
- 1998年（平成10年） - 株式会社サムスン横浜研究所に商号変更。
- 2002年（平成14年） - 大阪に研究所を開設。
- 2013年（平成25年）7月 - 株式会社サムスン日本研究所に商号変更。

## 研究所
- 横浜 - 神奈川県横浜市鶴見区菅沢町2-7
- 大阪 - 大阪府箕面市船場西2-1-11 箕面船場センタービル